# Перламутровка сибирская
Перламутровка сибирская (лат. Boloria selenis) — вид бабочек из семейства нимфалид. Длина переднего крыла 18—21 мм.

## Происхождение названия
Селенис (греческая мифология) — Селена, богиня Луны.

## Ареал
Россия (Среднее Поволжье, Предуралье, Средний и Южный Урал, Сибирь, Дальний Восток, Сахалин), Северо-Восточный Китай, Корея.
В Среднем Поволжье вид известен из многих мест, однако очень локален. Бабочки населяют лесостепные луга и сухие лесные луговины в сосновых лесах. На территории Пензенской области обитает на лесных полянах и дорогах, песчаных просеках в лесах.

## Биология
За год развивается в одном поколении. Время лёта отмечается с начала июня по середину июля. Бабочки преимущественно держатся участков с обильно цветущей растительность, где питаются на цветах клевера (Trifolium), различных сложноцветных (Asteraceae), незабудках (Myosotis). Гусеница зимует. Кормовое растение гусениц — фиалка.